# Margaret Becker
Margaret Becker (17 de julho de 1959) é uma cantora, guitarista e compositora norte-americana. Ela já ganhou quatro Dove Awards, e já foi nominada 4 vezes para os Grammy Awards.

## Vida
Becker nasceu na Bay Shore e cresceu no East Islip em Nova Iorque. Começou a tocar em coffeehouses enquanto ensinava música e frequentava aulas de ópera. 
Em 1985, depois de se ter licenciado em comunicação pela James Madison University, mudou-se para Nashville, capital do estado do Tennesse, onde assinou um contracto com a editora Sparrow Records para trabalhar como compositora. Pouco tempo depois, juntamente com o cantor Rick Cua, ingressou numa tour pelos Estados Unidos, onde actuou como vocalista secundário e participou no álbum de Steve Camp, publicado em 1986, denominado "One on One".
No ano seguinte, Becker conseguiu um contracto como artista a solo e publicou o seu álbum de estreia, denominado "Never for Nothing". O single "Fight for God" foi o seu primeiro hit, e o seu segundo LP, "The Reckoning", levou a mais outros dois hits, "Light in the Darkness" e "Find me".
Becker começou, então, a trabalhar com o produtor Charlie Peacock e, em 1989, publicou o seu segundo álbum, "Immigrant's Daughter", que a levou a uma cadeia de álbuns de sucesso, incluindo um LP em Espanhol. A sua primeira distinção chegou em 1992 quando ganhou dois Dove Awards; um foi atribuído ao seu álbum de "Simple House", considerado melhor álbum de rock, e o outro foi atribuido à sua canção ("Simple House"), considerada a melhor canção de rock. No entanto, no final da década de 80, e no início da década de 90, Becker esteve envolvida ocasionalmente em polémicas dentro do mundo da música contemporânea cristã por ser católica; muitas lojas recusaram inclusive vender o seu álbum, e alguns dos seus concertos eram boicotados. Porém, apesar de ter crescido numa família católica, Becker frequenta atualmente uma igreja que não segue nenhum grupo religioso em específico. Depois do álbum publicado em 1995, intitulado "Grace", Becker decidiu abstrair-se da industria musical; durante este tempo, ela escreveu o seu livro "With New Eyes" e vários artigos para a revista Campus Life.
Em 2002, Becker abandonou a editora  Sparrow Records e, desde então, continuou a compor e a gravar canções tanto para os seus próprios álbuns como também para compilações. Ela apareceu no álbum "Sisters", publicado pela editora Warner Bros. Records em 1994, "Listen to Our Hearts", publicado pela editora Sparrow Records em 1998, "Heaven and Earth", publicado pela Sparrow Records em 1999, e na série "New Irish Hymns" publicada pela Kingsway Music. Becker foi também um dos membros da colaboração entre Ashton, Becker, and Denté em 1994, e ajudou Bob Carlisle a escrever o livro "Bridge Between Two Hearts". O seu segundo livro, intitulado "Growing Up Together", apareceu em 2000; o terceiro, "With New Eyes", foi publicado em 2004, e o quarto, "Coming Up for Air", em 2006. No final de 2007, Becker publicou o seu álbum mais recente, "Air".
Actualmente, Becker dá seminários pelos Estados Unidos, produz canções com outros cantores, escreve em revistas e tem uma participação em organizações como a Habitat para a Humanidade, Compassion International, e a World Vision.
Becker nunca se casou e vive actualmente em Nashville, no estado de Tennessee.